# بيز غاناريتش
بيز غاناريتش (بالإنجليزية: Piz Gannaretsch)‏ هو أحد جبال سلسلة جبال الألب ليبونتيني ويقع في كانتون غراوبوندن في سويسرا. يحتل المرتبة رقم 198 في قائمة جبال سويسرا من حيث الارتفاع، إذ يبلغ ارتفاعه حوالي 3040 متر، بينما يبلغ ارتفاع نتوء الجبل 934 متر.